# Sân bay Hằng Xuân
Sân bay Hằng Xuân (tiếng Trung: 恆春機場, Hằng Xuân cơ trường) (IATA: HCN, ICAO: RCKW) nằm tại trấn Hằng Xuân, huyện Bình Đông, Đài Loan. Sân bay nằm gần Công viên quốc gia Khẩn Đinh và là sân bay cực nam tại Đài Loan.
Do vị trí đặc thù, sân bay thường xuyên phải chịu ảnh hường mạnh của gió hạ giáng và bị buộc phải đóng cửa. Bởi vậy, lượng tải của các chuyến bay hiếm khi vượt quá 40%; các hãng hàng không cũng đã xem xét đệ trình thỉnh cầu cho rút khỏi Hằng Xuân.

## Hãng hàng không và điểm đến
Cho đến tháng 12 năm 2007, chỉ có hãng Uni Air khai thác sân bay với đường bay duy nhất là tới Sân bay Tùng Sơn Đài Bắc. Chỉ có Mandarin Airlines và TransAsia Airways từng khai thác đường bay này song đã rút lui do yếu tố tải trọng thấp và gió mậu dịch với cường độ mạnh của bán đảo Hằng Xuân khiến các chuyến bay mất an toàn.